# Andrés García Soler
Andrés García Soler (Algete, Comunidad de Madrid, España; 10 de abril de 1984) es un entrenador de fútbol español y exfutbolista que se desempeñó como defensa.

## Trayectoria

### Como jugador
Nacido en Algete, Comunidad de Madrid, García fue conocido como Karpin durante su carrera como jugador, que consistió principalmente en la Tercera División de España y en la liga regional de fútbol. En mayo de 2007, jugó 21 minutos en un partido de la Segunda División B con el Club Deportivo Cobeña; el club posteriormente se retiró. 

### Como entrenador
Tras retirarse, trabajó en las categorías inferiores del Alcobendas C. F. antes de hacerse cargo de la EMF C. D. Cobeña (el equipo sustituto del Cobeña en la ciudad), y ascendió a este último a la Segunda de Aficionados.
En 2014 se trasladó a China para trabajar en la Fundación Real Madrid, pero posteriormente regresó a su país de origen tras ser nombrado entrenador del Juvenil B del Club Deportivo Canillas. El 14 de julio de 2015 fue nombrado al frente del C. D. El Casar, pero se marchó en octubre para trabajar como asistente en el Juvenil A del Getafe Club de Fútbol.
El 27 de mayo de 2016, fue nombrado entrenador del Club Deportivo Marchamalo de la Tercera División de España. Fue despedido el 4 de abril siguiente y trabajó en la LaLiga Football Academy de Dubái y en el Instituto Español de Fútbol de Tianjin antes de regresar al Getafe CF en diciembre de 2017, como entrenador del Juvenil B.
El 26 de diciembre de 2018, cambió de equipo y de país nuevamente después de ser nombrado entrenador sub-19 del equipo noruego Raufoss IL. Andrés dejó el club noruego en noviembre de 2019 y fue nombrado entrenador del equipo sub-18 del Dalian Professional en agosto de 2020.
El 7 de junio de 2021, García reemplazó al despedido Patricio Lara como entrenador del Orense Sporting Club en la Serie A de Ecuador. Andrés García dirigiría el club hasta agosto de 2022, despidiéndose mediante una carta dirigida para los directivos.
El 1 de diciembre de 2022, se compromete con el Raufoss IL de la Adeccoligaen, la segunda división noruega.
El 5 de enero de 2023, firma por el Jönköpings Södra IF de la Superettan, la segunda división sueca.
El 14 de septiembre de ese mismo año, deja el club sueco,para un mes después, el 15 de octubre, volver a su país firmando por la S. D. Logroñés, de la Primera Federación. Apenas dos meses después fue cesado durante el parón navideño.

## Clubes
| Club                        | País    | Año       |
| --------------------------- | ------- | --------- |
| Club Deportivo Marchamalo   | España  | 2016-2017 |
| Getafe CF Juvenil "B"       | España  | 2017-2018 |
| Raufoss IL II               | Noruega | 2019-2020 |
| Dalian Professional Juvenil | China   | 2020-2021 |
| Orense                      | Ecuador | 2021-2022 |
| Raufoss IL                  | Noruega | 2022      |
| Jönköpings Södra IF         | Suecia  | 2023      |
| S. D. Logroñés              | España  | 2023      |